# Geosesarma foxi
Geosesarma foxi is een krabbensoort uit de familie van de Sesarmidae. De wetenschappelijke naam van de soort is voor het eerst geldig gepubliceerd in 1918 door Kemp.